# Tehnologija prepoznavanja lica
Tehnologija prepoznavanja lica je metod identifikovanja ili verifikovanja identiteta osobe posredstvom njihovog lica.Ova tehnologija može biti korišćena tako da prepoznaje identitet osoba na fotografijama, video snimcima ili u realnom vremenu, tj uživo. 

## Funkcionisanje
Tehnologija funkcioniše u nekoliko koraka.
1. Načini se fotografija
2. Odredi se položaj očiju
3. Slika se promeni u sivu boju i nareže se.
4. Slika se prebaci u pretragu radi dobijanja rezultata poređenja.
5. Slika se pretražuje i ukršta posredstvom sofisticiranog algoritma radi poređenja obrasca unete slike sa drugim obrascima u bazi podataka.

## Tehnologija prepoznavanja lica uSrbiji(Projekat "Siguran grad”)

### Hronologija
Ministarstvo unutrašnjih poslova je još 2011. godine započelo razgovore sa kompanijom “Huawei Technologies Co, LTD” o mogućnosti uvođenja tehnologije prepoznavanja lica na teritoriji Republike Srbije. Potom je 17.12.2014 godine između MUP-a i Huaveja zaključen Memorandum o razumevanju koji se odnosi na saradnju i neophodne korake radi ostvarivanja projekta “Safe City”. Vlada je 19.5. 2017. godine zaključkom dala saglasnost Mup-u da zaključi ugovor o implementaciji kapitalnog projekta ‘Video nadzor u saobraćaju-faza 1” sa Huavejom. 
Iste godine je uradjena rekonstrukcija komandno-operativnog centra PU Beograd gde je smešten data centar

#### Projekat “Siguran grad”
Kao razlog uvođenja tehnologije prepoznavanja lica navode se sve veće poteškoće kojom se službe bezbednosti sreću u svom radu. U cilju uvođenja sistema nadzora osmišljen je projekat “Siguran grad”. Kao dobre primere primene nadzora navedene su saobraćajne kamere koje su uspele da na vreme uoče izbijanje teških saobraćajnih nezgoda, pokušaje samoubistva na beogradskim mostovima te su operateri bili u mogućnosti da pozovu službe hitne pomoći i policije. Kao prednosti korišćenja video nadzora navode se između ostalih: konstantan nadzor nad određenom saobraćajnicom: ušteda materijala i ljudskih resursa: smanjenje rizika od korupcije: postizanje preventivnog efekta. Navodi se da bi video nadzor osim ispunjavanja cilja ljudske bezbednosti takođe kontrolisao rad policijskih službenika, sledstveno tome obezbeđivao zakonitost njihovog postupanja.
Kamere koje su instalirane na osnovu ovog projekta služe između ostalog i : analizi dešavanja u zoni nadzora kamere; video pretraživanju; video sinopsisu(sažet prikaz video materijala); prepoznavanje tablica registrovanih vozila. Projekat “video nadzor u saobracaju-faza 2” podrazumeva pokrivanje kamerama celokupne teritorije grada Beograda (17 opština) kao i dodavanje dve nove funkcije kamerama: Prepoznavanje lica i integraciju sa GIS/ platformom/ praćenje trajektorije vozila.
“Softver za video menadžment i upravljanje koji se koristi je softver firme Huawei koji je još u fazi prilagođavanja zahtevima Ministarstva, odnosno firma ‘Huawei’ radi na unapređenju kako funkcionalnosti softvera tako i….”
Monitoring centri se nalaze u PU Beograd, kao i u PS Savski Venac, Stari Grad i Novi Beograd.

#### Moguće negativne posledice implementacije projekta
Najčešće kritike koje se upućuju tehnologiji prepoznavanja lica tiču se potencijalnog ugrožavanja privatnosti građana i zloupotrebe ove tehnologije u političke i komercijalne svrhe.Takođe se ističe da bi ova tehnologija dovela do “geografskog, taktičkog i metodološkog izmeštanja kriminala, smanjenja nivoa lične opreznosti, moralne odgovornosti i samokontrole građana, gubitka poverenja u policiju”.

##### MišljenjePoverenikao projektu “Siguran grad”
U izveštaju Poverenika a na osnovu dostavljene Procene uticaja od strane Mup-a ističe se da će na teritoriji Beograda biti postavljeno 2500 kamera, 3500 uređaja za audio i video snimanje kod policijskih službenika( tzv elte terminali): 600 fiksnih video kamera na vozilima policije: 1500 body kamera kod policijskih službenika.
Poverenik je izneo stav da namera obrade biometrijskih podataka u cilju jedinstvene identifikacije lica upotrebom video kamera i uređaja ne poseduje pravni osnov te da moze povrediti članove 5,12,13, 54 Zakona o zaštiti podataka o ličnosti.

## Tehnologija prepoznavanja lica u svetu

### Mane
FaceID, softver kompanije “Apple” nelegalno je korišćen od strane FBI-a kako bi  se otključao telefon osumnjičenog. Tehnologija prepoznavanja lica koju koristi Fejsbuk može da taguje i prati ljude, bez njihovog znanja.Ovaj softver je zvanično u upotrebi radi uklanjanja lažnih naloga.23 Postoji i opravdana opasnost da bi biometrijski identiteti dobijeni pomoću tehnologije prepoznavanja lica mogli biti ukradeni. Sistemi prepoznavanja lica prave 5 do 10 puta više grešaka prilikom identifikacije osoba sa tamnijom bojom kože.Takođe nailaze na više poteškoća prilikom identifikovanja žena.
Apelacioni sud Ujedinjenog Kraljevstva je korišćenje automatskog sistema prepoznavanja lica (eng. automated face recognition) od strane južnovelške policije proglasila protivpravnim. Slučaj je pokrenut od strane aktiviste za ljudska prava koji je tvrdio da se osećao uznemiren pošto mu je automatski sistem prepoznavanja lica otkrio identitet tokom protesta protiv oružja u kojom je on učestvovao. Ova presuda ne znači da je korišćenje ovog softvera postalo nelegalno na teritoriji Ujedinjenog Kraljevstva, već da je neophodno da policija sa većom brigom vrši njegovu primenu.
Prema odredjenim procenama Kina poseduje preko 200 miliona kamera, čak cetiri puta više od Amerike.Postoje ogromni displeji na kojima se prikazuju lica i lični podaci ljudi koji nepropisno pređu ulicu ili koji imaju neki dug.Ovo se koristi kao vid javnog sramljenja ljudi. Tehnologija prepoznavanja lica se koristi kako bi se uspotavilo masovno praćenje Ujgurske manjine na zapadu Kine. Ova tehnologija se takođe koristi kako bi se u jednoj kineskoj kompaniji pratilo kretanje radnika, od radnog stola do toaleta, na pauzi, odnosno svuda.

### Prednosti
Pozitivni primeri upotrebe tehnologije prepoznavanja lica su mnogobrojni. Primera radi, u Indiji tehnologija prepoznavanja lica omogućila je pronalaženje oko 3.000 nestale dece koje su na kraju spojene sa svojim porodicama.35U Kini je ova tehnologija pomogla u otkrivanju i hvatanju počinilaca dela krađe i ubistva.

## Literatura
- Procena uticaja obrade na zaštitu podataka o ličnosti korišćenjem sistema video nadzora.Beograd:Ministarstvo unutrašnjih polsova. 2019.
- Marinović Milan (2019).Mišljenje poverenika o proceni uticaja obrade na zaštitu podataka o ličnosti korišćenjem sistema video nadzora.Beograd.

## Spoljašnje veze
- Electronic Frontier Foundation
- Comparitech
- Wired
- New Scientist